# Megalogomphus ceylonicus
Megalogomphus ceylonicus är en trollsländeart som först beskrevs av Harry Hyde Laidlaw, Jr. 1922.  Megalogomphus ceylonicus ingår i släktet Megalogomphus och familjen flodtrollsländor. Inga underarter finns listade i Catalogue of Life.